# عوارض
العوارض هي إحدى الضرائب التي كانت تؤخذ في الدولة العثمانية.
اسمها الرسمي «عوارض ديوانية»، وهي الضريبة المالية والعينية والبدنية المفروضة على المجتمع في الحالات الطارئة، ثم استمر وجودها وتحولت في القرن السادس عشر الميلادي إلى ضريبة مالية معينة عرفت بـ «آقجة العوارض»، فألغيت بذلك الالتزامات العينية والبدنية، ولا سيما في القرن التاسع عشر الميلادي.
وقد الغيت العوارض في فترة التنظيمات.